# Glatt & Verkehrt
Glatt & Verkehrt ist ein 1997 gegründetes Musikfestival für traditionelle und zeitgenössische ethnische Musik (Weltmusik), das jährlich in Krems an der Donau stattfindet.
Das Festival wird in enger Kooperation mit dem ORF-Radiosender Ö1 abgehalten. Veranstaltungsort ist der überdachte Hof des Hauptgebäudes der Winzergenossenschaft Winzer Krems in der Kremser Sandgrube inmitten der Kremser Weinberge.
Wurden im Gründungsjahr 1997 knapp 1 000 Festivalbesucher registriert, stieg die Besucherzahl 2003 bereits auf über 4 000 Personen. Ab 2011 zählte Glatt & Verkehrt bereits zu den bedeutendsten Weltmusikfestivals in Mitteleuropa. Seit vielen Jahren werden jährlich über 5 000 Besucher gezählt.

## Leitung
Die künstlerische Leitung des Festivals oblag langjährig Jo Aichinger, der 2017 in der Sparte Musik mit dem Würdigungspreis des Niederösterreichischen Kulturpreises ausgezeichnet wurde.
Seit 2018 wird das Musikfestival von dessen Mitbegründer Albert Hosp geleitet.